# Eoudong
Eoudong é um filme de drama sul-coreano de 1985 dirigido e escrito por Lee Jang-ho. Foi selecionado como representante da Coreia do Sul à edição do Oscar 1986, organizada pela Academia de Artes e Ciências Cinematográficas.

## Elenco
- Lee Bo-hee - Uhwudong
- Ahn Sung-ki - Galmae
- Kim Myung-gon - Chungha
- Park Won-sook - Hyangji
- Shin Chaong-shik - Yun Phil-sang
- Kim Ki-ju - Park Yun-chang
- Moon Tai-sun - Jeong Chang-son
- Kim Seong-chan
- Kim Ha-rim
- Yun Sun-hong - Seongjong of Joseon